# Antonio Rugghia
Antonio Rugghia (Marino, 13 maggio 1956) è un politico italiano, già consigliere, sindaco e parlamentare.

## Biografia
Insegnante all'Istituto tecnico industriale statale Heinrich Hertz di Roma, nel 1975 viene eletto per la prima volta consigliere comunale nella neo costituita città di Ciampino, che andava per la prima volta al voto dopo la costituzione a città autonoma, e non più frazione del comune di Marino.
Nel 1989 viene eletto per la prima volta sindaco di Ciampino dal consiglio comunale. 
Viene rieletto sindaco nel 1994 - vincendo il ballottaggio nella prima elezione con l'elezione diretta dei sindaci da parte dei cittadini - e nel 1998 (quest'ultima volta al primo turno con il 73% dei voti). Durante il suo mandato da sindaco ha coordinato come Sindaco del Comune capofila il PRUSST (piano di riqualificazione urbana e sviluppo sostenibile) Castelli Romani-Monti Prenestini.
Nello stesso anno 1998 viene eletto al Consiglio provinciale di Roma, come primo degli eletti di tutta la provincia. 
Ciampino, durante gli anni del suo governo, da quartiere periferico è diventata una città autorevole dell'area metropolitana grazie al potenziamento dei servizi e alla realizzazione di opere pubbliche che ne hanno permesso la trasformazione, come l'attuale Municipio, la biblioteca comunale, l'ostello della gioventù e la galleria d'arte contemporanea. Ha coordinato, come Sindaco capofila, il PRUSST dei Castelli Romani-Monti Prenestini approvato dal Ministero LL.PP. e proposto da 17 comuni. È stato amministratore dell'ASL RMH nella fase di avvio della riforma sanitaria ed ha ricoperto importanti incarichi politici: Segretario della Federazione dei Castelli Romani dei Democratici di Sinistra e componente della segreteria regionale dei DS.
Nel 2001 è stato eletto per la prima volta alla Camera dei deputati nelle liste dei Democratici di Sinistra per il XII collegio uninominale di Roma Ciampino, in cui ottiene 43.097 preferenze, dovendosi per questo dimettere da Sindaco; viene riconfermato deputato nel 2006 e poi nel 2008 con il Partito Democratico. Capogruppo del Pd in commissione Difesa e componente della commissione d'inchiesta sulle Attività illecite connesse al ciclo dei rifiuti, nella quale ha svolto la funzione di relatore per l'indagine sul Lazio.